# Municipio de Niles (Míchigan)
El municipio de Niles (en inglés, Niles Charter Township) es un municipio ubicado en el condado de Berrien, Míchigan, Estados Unidos. Según el censo de 2020, tiene una población de 14 417 habitantes.

## Geografía
Está ubicado en las coordenadas 41°51′12.0″N 86°16′59.6″O / 41.853333, -86.283222 (41.85333, -86.283216). Según la Oficina del Censo de los Estados Unidos, tiene una superficie total de 99.4 km², de la cual 96.6 km² corresponden a tierra firme y 2.8 km² son agua.

## Demografía
Según el censo de 2020, hay 14 417 personas residiendo en la zona. La densidad de población es de 149.2 hab./km². El 84.07% de los habitantes son blancos, el 4.36% son afroamericanos, el 0.61% son amerindios, el 0.78% son asiáticos, el 0.04% son isleños del Pacífico, el 2.44% son de otras razas y el 7.69% son de una mezcla de razas. Del total de la población, el 5.99% son hispanos o latinos de cualquier raza.